# Christoph Schneider
Doom Schneider, chamado Christoph Schneider (Berlim, 11 de maio de 1966), é um músico alemão, conhecido por ser o baterista da banda de metal industrial alemão Rammstein.
É o segundo mais velho de uma família com 7 filhos. Cresceu ao lado de sua mãe, cinco irmãs e do seu irmão Stephan. Depois de Stephan, Christoph é o mais velho da família. Uma de suas irmãs, Constanze é a designer das roupas dos Rammstein. Em 1980, quando tinha 14 anos, seu irmão lhe deu uma bateria, que havia feito com latas de alumínio. Aos 16 anos saiu da escola e começou a trabalhar como assistente de instalador de telefone. Em 1984, com 18 anos, ele entrou para o exército. Schneider é o único membro da banda que prestou serviço militar.
Em 1985-86, ele largou o emprego com telefones e entrou numa universidade para estudar música. Nunca foi admitido, mesmo tentando duas vezes. Não foi aprovado pelo que sabia de bateria, Schneider teria que saber trompete. Desde então ele tentou entrar em diversas bandas. Aos 24 anos, ele era de uma banda chamada Die Firma e de outras bandas. Em 1994, Till Lindemann, Richard Kruspe, Oliver Riedel e Christoph "Doom" Schneider entraram e ganharam o concurso Berlin Senate Metro, possibilitando a gravação de quatro faixas demos.